# Xã Eagle, Quận Sedgwick, Kansas
Xã Eagle (tiếng Anh: Eagle Township) là một xã thuộc quận Sedgwick, tiểu bang Kansas, Hoa Kỳ. Năm 2010, dân số của xã này là 1.205 người.